# Olds
Olds és una població dels Estats Units a l'estat d'Iowa. Segons el cens del 2000 tenia 249 habitants.

## Demografia
Segons el cens del 2000, Olds tenia 249 habitants, 102 habitatges, i 73 famílies. La densitat de població era de 320,5 habitants/km².
Dels 102 habitatges en un 40,2% hi vivien nens de menys de 18 anys, en un 56,9% hi vivien parelles casades, en un 9,8% dones solteres, i en un 28,4% no eren unitats familiars. En el 25,5% dels habitatges hi vivien persones soles el 12,7% de les quals corresponia a persones de 65 anys o més que vivien soles. El nombre mitjà de persones vivint en cada habitatge era de 2,44 i el nombre mitjà de persones que vivien en cada família era de 2,86.
Per edats la població es repartia de la següent manera: un 30,5% tenia menys de 18 anys, un 10% entre 18 i 24, un 31,7% entre 25 i 44, un 16,5% de 45 a 60 i un 11,2% 65 anys o més.
L'edat mediana era de 31 anys. Per cada 100 dones de 18 o més anys hi havia 86 homes.
La renda mediana per habitatge era de 31.875 $ i la renda mediana per família de 35.250 $. Els homes tenien una renda mediana de 26.875 $ mentre que les dones 20.694 $. La renda per capita de la població era de 13.760 $. Entorn del 9,2% de les famílies i el 9% de la població estaven per davall del llindar de pobresa.

## Poblacions més properes
El següent diagrama mostra les poblacions més properes.